# Transformation complexe
La transformation complexe est une méthode mathématiques permettant de dériver, d'intégrer ou d'appliquer facilement des opérations arithmétiques (+, -, × et /) à des grandeurs fonctions sinusoïdales du temps, à condition qu'elles soient linéaires. Elle remplace avantageusement la représentation de Fresnel dans des situations compliquées.

## Principe
À une grandeur g(t), fonction sinusoïdale du temps d'expression :
{\displaystyle g(t)={\widehat {G}}\cdot \cos(\omega t+\varphi )\,},
on fait correspondre un nombre complexe : {\displaystyle {\underline {G}}\,} de module G et d'argument φ. En notant j l'unité imaginaire, la notation exponentielle s'écrit
{\displaystyle {\underline {G}}=\ G\cdot {\rm {e}}^{j(\omega t+\varphi )}\,},
Remarque[réf. nécessaire] : il est fréquent que l'on abrège la notation exponentielle sous la forme :
{\displaystyle {\underline {G}}=\ G(t)\cdot {\rm {e}}^{j\varphi }\,}, avec : {\displaystyle \ G(t)=\ G\cdot {\rm {e}}^{j\omega t}\,},
Dans ce cas, il faut conserver en mémoire l'existence de ω pour les dérivations ou les intégrations.
En électricité, pour les courants et les tensions, il est d'usage d'utiliser un nombre complexe dont le module est égal à la valeur efficace de la grandeur :
{\displaystyle G={\frac {\hat {G}}{\sqrt {2}}}\,}

## Opérations élémentaires
- Opérations arithmétiques : on se ramène à des opérations sur les nombres complexes, puis on applique la transformation inverse pour obtenir la grandeur sinusoïdale qui correspond au résultat de l'opération.

- Dérivation

On dérive le nombre complexe image :
{\displaystyle {\underline {G}}=\ G\cdot {\rm {e}}^{j(\omega t+\varphi )}\,},
on obtient :
{\displaystyle \omega \cdot \ G\cdot {\rm {e}}^{j\left(\omega t+\varphi +{\frac {\pi }{2}}\right)}\,} ou encore {\displaystyle j\omega \cdot \ G\cdot {\rm {e}}^{j(\omega t+\varphi )}\,}
- Intégration

On intègre le nombre complexe image  et on obtient :
{\displaystyle {\frac {1}{\omega }}\cdot \ G\cdot {\rm {e}}^{j\left(\omega t+\varphi -{\frac {\pi }{2}}\right)}\,}, ou encore {\displaystyle {\frac {1}{j\omega }}\cdot \ G\cdot {\rm {e}}^{j(\omega t+\varphi )}\,}

## Représentation complexe des courants et tensions (généralisable)
Dans un circuit en régime permanent sinusoïdal composé de composants linéaires, un courant ou une tension est une fonction g(t) du type :
{\displaystyle g(t)={\widehat {G}}\cdot \cos(\omega t+\varphi )\,},
On note {\displaystyle {\underline {g}}}  un nombre complexe associé à g(t) égal à : 
{\displaystyle {\underline {g}}=\ G\cdot e^{j\varphi }\cdot {\rm {e}}^{j\omega t}}
- {\displaystyle |{\underline {g}}|} est égal à la valeur efficace de g,
- {\displaystyle \operatorname {arg} ({\underline {g}})}  est égale à la phase totale de g (incluant le ω t).

Le terme {\displaystyle \ G\cdot {\rm {e}}^{j\varphi }} est appelée amplitude complexe de s car elle caractérise le signal tandis que le terme ej ω t est commun à tous les signaux du circuit.
On remarque que  {\displaystyle g(t)=\Re ({\underline {g}})}.
{\displaystyle {\underline {g}}} est donc l'élément mathématique qui porte les informations de phase et d'amplitude de {\displaystyle g(t)}.
Ce sont donc les amplitudes complexes qui sont recherchées pour décrire un circuit en régime sinusoïdal. 
La notation sous forme exponentielle permet d'éviter l'utilisation de formules trigonométriques et elle est à mettre en liens avec l'impédance complexe.